# Idelinellidae
Idelinellidae – wymarła rodzina owadów z rzędu świerszczokaraczanów. W zapisie kopalnym znane są od pensylwanu w karbonie do gwadalupu w permie. Ich skamieniałości znajdowane się na terenie Rosji i Stanów Zjednoczonych.
Były to owady, z wyjątkiem Permostriga, o hipognatycnzej głowie. Zaopatrzone były w stosunkowo małe oczy złożone i pozbawione przyoczek. Ich przedplecze miało bardzo szerokie paranota, które u części z nich były z przodu wycięte, odsłaniając głowę. Wszystkie odnóża były podobnych rozmiarów, krótkie, o dość małych i w większości przypadków szeroko rozstawionych biodrach. Przednie skrzydła były pozbawione międzykrywki, w ich użyłkowaniu, sektor radialny brał początek w nasadowej połowie lub pośrodku skrzydła i w na wysokości tego miejsca pole kostalne było nie węższe od subkostalnego. Odwłok zaopatrzony był w krótkie, prawdopodobnie nieczłonowane przysadki odwłokowe.
Takson ten wprowadzony został w 1997 roku przez Sergieja Storożenkę. W 2012 został przeniesiony z rzędu świerszczokaraczanów (Grylloblattodea) do Eoblattida przez Daniła Aristowa i Aleksandra Rasnicyna. Rewizji tego rzędu dokonał w 2015 Danił Aristow, łącząc go Grylloblattodea i uznając zgodnie z zasadą priorytetu jako jego naukową nazwę Eoblattida, a Grylloblattodea za synonim.
Według rewizji Aristowa z 2015 należą tu następujące rodzaje:
- †Cucullistriga Aristov et Rasnitsyn, 2012
- †Idelinella Storozhenko, 1997
- †Permostriga Novokschonov, 1999
- †Rasstriga Aristov et Rasnitsyn, 2012
- †Scutistriga Aristov et Rasnitsyn, 2012
- †Strigulla Aristov et Rasnitsyn, 2012
- †Sylvastriga Aristov, 2004